# Associació Catalana de la Dona
La Associació Catalana de la Dona (Asociación Catalana de la Mujer) es una organización feminista creada en Barcelona el 23 de julio de 1976 inicialmente de mayoritariamente por mujeres del Partido del Trabajo de España (PTE), tras la celebración de las primeras Jornadas Catalanas de la Mujer con el objetivo de lograr la plena igualdad jurídica y social de la mujer, respecto al hombre, el derecho al divorcio, la planificación familiar y el aborto. Proporciona asistencia y formación a sus asociadas. Su primera presidenta fue Anna Mercadé.

## Trayectoria
Desde una posición de feminismo reformista, pluralista en la ideología y abierta a la colaboración política con los partidos, el 1977 formó parte de la coalición electoral Esquerra de Cataluña con ERC, Partit del Treball de Catalunya y Estat Català. 
Inicialmente participaron en la organización feministas demócrata-cristianas como Rosa Griso, o independientes como Magda Oranich. En febrero de 1977 algunas de estas feministas abandonaron la organización por falta de pluralidad. La participación de la ACD en las elecciones en el seno de la coalición electoral Esquerra de Catalunya incrementó más el malestar interno.
En julio de 1977 su presidenta Anna Mercadé manifestó el descontento de que las diez personas que formaban la comisión permanente ocho eran militantes del PT. Mercadé y Judith Ibañez, las únicas independientes amenazaron con escindirse si no se permitía el ingreso a la comisión permanente de ocho feministas más que no militaran en ningún partido político. Finalmente se aceptó el ingreso en la comisión permanente.
Mercadé estaba también en contra de que la organización continuara en la Federación de Organizaciones Feministas del Estado Español señalando que era partidaria de establecer contacto sólo con grupos catalanes.

## Programa
El programa político presentado reclamaba una ley de divorcio justa y no discriminatoria, la abolición de todas las leyes que discriminaban las mujeres, volver a posar en vigencia la Ley del aborto promulgada por el Gobierno de la Generalidad de Cataluña, la legalización del uso de anticonceptivos a cargo de la Seguridad Social, un salario justo y suficiente sin discriminaciones de sexo, la coeducación a todos los niveles escolares y la creación de parvularios y guarderías suficientes y gratuitas.

## Presidentas
- 1976 - 1979 Anna Mercadé i Ferrando
- 1979 - Actualmente. Nuria Solé i Fournier